# Provinz Tiznit

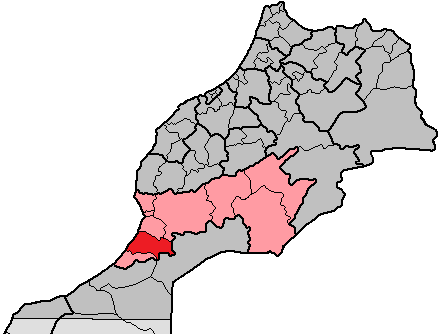
Provinz Tiznit innerhalb der Region Souss-Massa-Draâ

Die etwa 6000 km² große Provinz Tiznit (Taschelhit ⵜⴰⵙⴳⴰ ⵏ ⵜⵉⵣⵏⵉⵜ, arabisch إقليم تيزنيت) liegt im Südwesten der Region Souss-Massa im Süden Marokkos und hat nach der Abspaltung der Provinz Sidi Ifni im Jahr 2009 noch etwa 300.000 Einwohner. Die Hauptstadt der Provinz ist Tiznit.

## Geographie

### Lage
Die Provinz grenzt im Norden an die Provinz Chtouka-Aït Baha, im Nordosten an die Provinz Taroudannt, im Südosten an die Provinz Tata, im Süden an die Provinz Sidi Ifni und im Westen an den Atlantischen Ozean.

### Landschaft

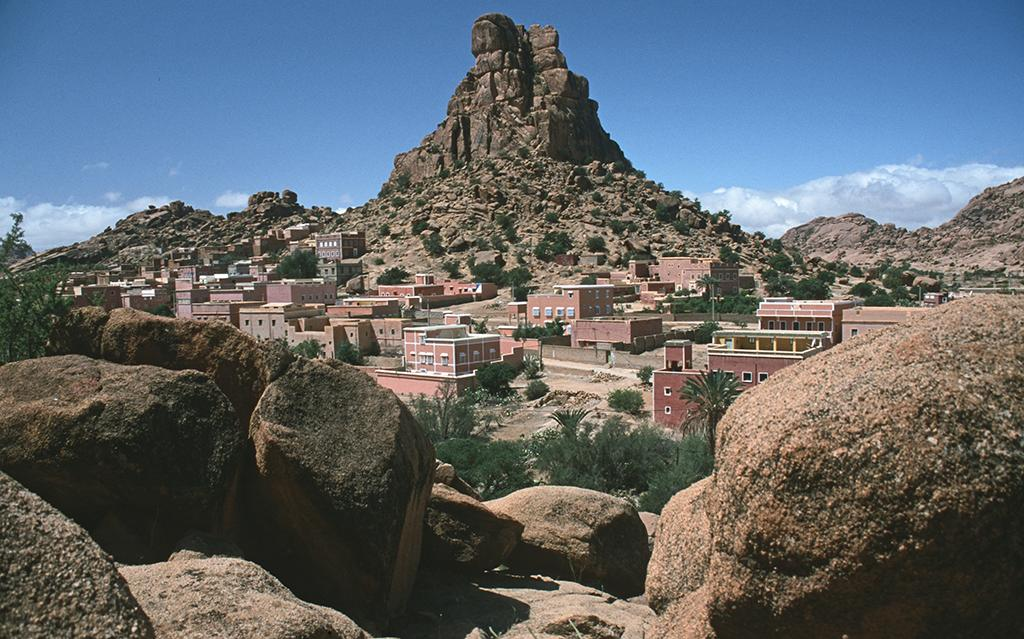
Agard Oudad bei Tafraoute

Entlang der flachen Atlantikküste befinden sich nur wenige Ortschaften – die beiden bedeutendsten sind Mirleft und Sidi Moussa d'Aglou; letztere hat schöne Sandstrände. Das leicht hügelige Umland der Stadt Tiznit ist geprägt von trockenen und steinigen Böden, auf denen keine Landwirtschaft und auch kaum Viehzucht möglich ist. Nach Osten hin steigt das Landschaftsprofil deutlich an und die Böden werden etwas fruchtbarer. Die Straße R104 führt über den etwa 1100 m hohen Col du Kerdouz in den Anti-Atlas und nach Tafraoute.

### Klima
Während in der Stadt Tiznit im Sommer Tagestemperaturen von 40 °C und mehr erreicht werden, ist es an der Atlantikküste und in den Bergen meist etwas weniger; selbst im Winter liegen die Tageshöchsttemperaturen bei 20 bis 30 °C. Nachts kühlt es sich je nach Bewölkung auf 5 bis 20 °C ab.

## Wirtschaft

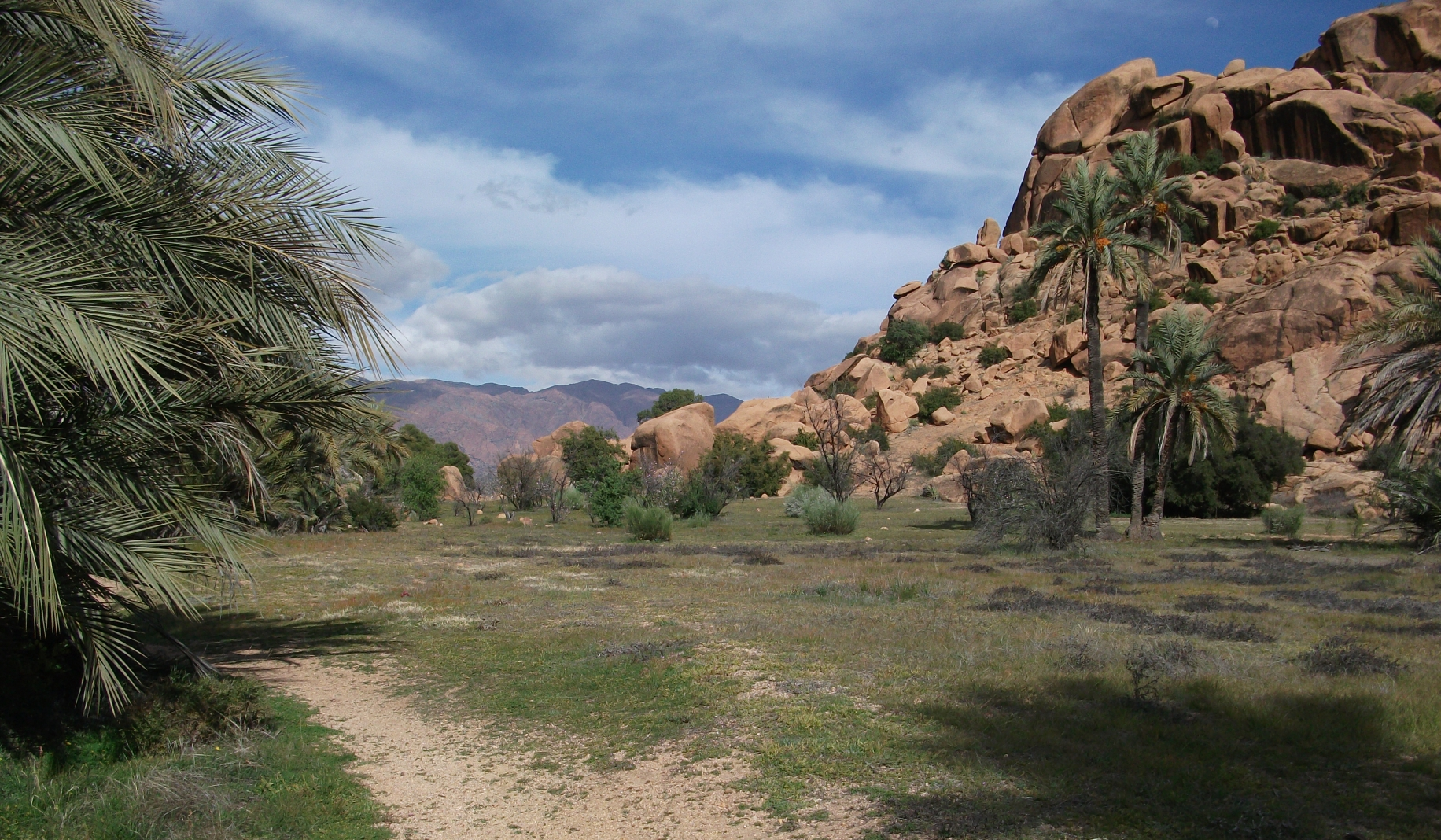
Bergoase bei Tafraoute

### Landwirtschaft
Während auf den überwiegend trockenen und steinigen Böden im Westen der Provinz – außer ein wenig Viehzucht (Schafe, Ziegen) – keine Landwirtschaft möglich ist, ist die Situation in den Bergoasen des westlichen Anti-Atlas deutlich anders. Hier wachsen sogar Dattelpalmen und auf kleinen Parzellen werden Getreide (v. a. Gerste) und Gemüse (v. a. Kartoffeln und Ackerbohnen) angebaut. Die Viehhaltung spielt hier eine untergeordnete Rolle. Gleiches gilt für den Küstenstreifen bei Mirleft.

### Handwerk, Handel und Tourismus
Die beiden Städte Tiznit und Tafraoute bilden die wirtschaftlichen und touristischen Zentren der Provinz. Während Tiznit eine im 19. Jahrhundert gegründete und später dann auch von den Franzosen während der Kolonialzeit genutzte Garnisonsstadt war, in der Handwerk (v. a. die Gold- und Silberschmiedekunst), Handel und Transport florierten und bis heute von großer Bedeutung sind, war Tafraoute lange Zeit nur ein kleines Berberdorf in den Bergen, welches sich allerdings aufgrund seiner landschaftlich reizvollen Umgebung und einer brauchbaren Infrastruktur zu einem Touristenstädtchen entwickelt hat. Nach der Fertigstellung der R105, die von Agadir bzw. Inezgane über Biougra und Aït Baha ebenfalls nach Tafraoute führt, ist die Bedeutung der Kleinstadt noch gewachsen.

## Geschichte und Bevölkerung
Die Provinz Tiznit wurde erst im Jahre 1975 durch Abspaltung von der ehemaligen Provinz Agadir geschaffen und im Jahr 2009 durch Abtrennung der Provinz Sidi Ifni auf die heutige Größe verkleinert. Sie besteht aus etwa 40 Gemeinden, darunter auch die beiden Städte Tiznit und Tafraoute. Insgesamt hatte die Provinz im Jahre 2004 knapp 345.000 Einwohner; davon lebten 76 % in ländlichen Gemeinden und 24 % in Städten. Für das Jahr 2012 liegen noch keine Zahlen vor. Die Bevölkerung besteht in der überwiegenden Mehrheit aus Berbern; es herrscht ein starker Drang zur Abwanderung aus den Bergdörfern in die Städte.

## Sehenswürdigkeiten
Der Nationalpark Souss Massa mit seiner reichen Pflanzen- und Tierwelt zieht sich entlang der Küste südlich von Agadir. Er befindet sich überwiegend auf dem Gebiet der Provinz Chtouka-Aït Baha, reicht aber auch ein wenig in die Provinz Tiznit hinein. Weiter südlich liegt das Küstenstädtchen Mirleft. Tiznit beeindruckt durch seine kilometerlange Stadtmauer und das lebendige Treiben auf dem Hauptplatz und den anschließenden Seitengassen. Die Gegend um Tafraoute mit ihren Granitfelsen bietet vor allem landschaftliche Reize. Die traditionellen Lehmbauten sind weitgehend verschwunden und durch moderne Häuser aus Hohlblocksteinen und Betondecken ersetzt worden. Einige wenige der alten Häuser in den Ortschaften Aday, Tazka und Oumesnat sind zu sehenswerten Museen (Maisons berbères) umgewandelt worden.